# Alkaloid

Atropin.

Kokain.

Stryknin.

Nikotin.

Alkaloider (i äldre text: växtbaser) är en grupp kvävehaltiga aminer som förekommer hos olika växter. De har ofta en stark inverkan på människokroppen och andra levande organismer. Många alkaloider används som njutningsmedel, gifter eller läkemedel, och vanliga exempel är kokain, nikotin och koffein.

## Karaktär
Gruppen alkaloider innehåller en stor mängd organisk-kemiska föreningar. De finns i olika växter och karaktäriseras av kolskelett med en eller flera kväveatomer; dessa kan ofta vara placerade i heterocykliska ringsystem.
En alkaloid är oftast basisk, och detta har gett gruppen dess namn (alkalisk). Enstaka alkaloider är dock syror, inklusive kolchicin från växten tidlösa. Många alkaloider är kraftigt verkande gifter; i små doser har de stor medicinsk betydelse.

## Förekomst
Alkaloider finns på många håll i växtvärlden, men de är vanligast hos fröväxter (fanerogamer). Särskilt vanliga är de inom familjerna ranunkelväxter, vallmoväxter och potatisväxter. I en växt är en alkaloid ofta bitter till smaken, vilket brukar göra att växten undviks av ett betande djur.
Enstaka förekomster av alkaloider hos djur har upptäckts. I paddor finns giftet bufotenin. Fenetylamin-gruppen innehåller kroppsegna alkaloider som dopamin, adrenalin och noradrenalin.

## Användning
Alkaloiderna har använts som droger, gifter och läkemedel under hela mänsklighetens historia. Ämnesgruppen inkluderar ett antal kända njutningsmedel, inklusive kokain, morfin, nikotin och koffein.

## Historik och etymologi
Namnet alkaloid lanserades 1819 av den tyske apotekaren C.F.W. Meissner. Namnet kom från ämnenas alkaliliknande egenskaper. I svensk text har begreppet använts sedan 1838.

## Klassificering
Alkaloiderna är uppdelade i olika grupper utifrån på sin struktur.
- Pyridin-gruppen: piperin, koniin, trigonellin, arekaidin, guvacin, pilokarpin, cytisin, nikotin, spartein, pelletierin.
- Pyrrolidin-gruppen: hygrin, cuscohygrin, nikotin
- Tropan-gruppen: atropin, ekgonin, katuabin, kokain, hyoscyamin, skopolamin,
- Kinolin-gruppen: kinin, kinidin, dihydrokinin, dihydrokinidin, stryknin, brucin, veratrin, cevadin
- Isokinolin-gruppen: opium-alkaloider (morfin, kodein, tebain, Isopapa-dimetoxy-anilin, papaverin, noskapin, sanguinarin, narcein, hydrastin, berberin), emetin, berbamin, oxyacantin
- Fenetylamin-gruppen: meskalin, efedrin, dopamin, adrenalin, noradrenalin, amfetamin
- Indol-gruppen:
  - Tryptaminer: dimetyltryptamin, N-metyltryptamin, psilocybin, serotonin
  - Ergoliner: ergot-alkaloider (ergin, ergotamin, lysergsyra, lysergsyradietylamid etc.)
  - Beta-karboliner: harmin, Harmala-alkaloider, yohimbin, reserpin
  - Rauwolfia-alkaloider: reserpin
- Purin-gruppen:
  - Xantiner: koffein, teobromin, teofyllin
- Terpenoid-gruppen:
  - Akonit alkaloider: akonitin
  - Steroider: solanin, muskarin, kolin, neurin
- Vinkaalkaloider: vinblastin, vinkristin
- Blandade: kapsaicin, cynarin, fytolaccin, fytolaccotoxin